# Сігтрюгг Гнупассон
Сігтрюгг Гнупассон (Sigtrygg Gnupasson) (д/н — бл. 934/940) — конунг Данії.

## Життєпис
Син конунга Гнупи та Асфрід Одінкарсдоттір. Згідно зі свідченням Адама Бременського, зі слів данського короля Свейна II, Сігтрюгг правив Данією в той час, коли архієпископом Бремена був Гогер у 909—917 роках. Його існування підтверджується рунічними текстами на двох каменях (DR2 і DR4), споруджених, поблизу Хедебю в Шлезвігу його Асфрід. Резиденцією Сігтрюгга було місто Хедебю.
Адам Бременський повідомляє, що ще до смерті Гогера Кнуд I Гардекнуд напав на Данію і повалив Сігтрюгга. Проте Відукінд Корвейський стверджує, що Chnuba (зазвичай ототожнюється з Гнупою, батьком Сігтрюгга) правив 934 року й пізніше, поки не був розбитий Гормом Старим.
Сам Адам Бременський згадує існування декількох правителів в той час, але це твердження сучасними дослідниками ставиться під сумнів. Напевне, у 915—917 роках Кнуд I об'єднав острови Зеландія, Фюн й значну частину Ютландії. Згадки про правління Гнупи у 934 році може були лише проявом повстання колишніх конунгів і гевдінгів проти єдиної монархії. Тому висловлюється думка, що Сігтрюгг Гнупассон зазнав поразки близько 917 року, але залишився морським конунгом. Згодом Сігтрюгг брав участь у походах до сучасних Нормандії та Голландії й помер близько 940 року.